# Trichogramma brassicae
Trichogramma brassicae är en stekelart som beskrevs av Bezdenko 1968. Trichogramma brassicae ingår i släktet Trichogramma och familjen hårstrimsteklar. Inga underarter finns listade i Catalogue of Life.